# Meister des Tiefenbronner Hochaltars
Meister des Tiefenbronner Hochaltars ist der Notname eines mittelalterlichen, wohl schwäbischen Bildschnitzers, der die Holzschnitzereien im Mittelteil des Hochaltares der Pfarrkirche St. Maria Magdalena in Tiefenbronn bei Pforzheim geschaffen hat.
Die monumentalen Figurengruppen der Kreuzabnahme und Beweinung Christi des namentlich nicht bekannten Künstlers  im Schrein sind umrahmt von den Flügeln und der Predella mit den kunsthistorisch bekannten und bedeutenden Bildern  aus der Hand des Ulmer Malers Hans Schüchlin aus dem Jahre 1469. Das zentrale Schnitzwerk ist jedoch wahrscheinlich schon um das Jahr 1430 entstanden.
Der Tiefenbronner Hochaltar ist ein typischer Flügelaltar der deutschen Spätgotik und vereint die geschnitzte Hauptszene der Passion in seiner Mitte ikonographisch lückenlos zuerst mit den gemalten Szenen aus dem Marienleben und dann dem Leben Christi. Auf den Außenseiten der Flügel wird so zuerst mit der Verkündigung und der Geburt Christi sowie der Anbetung der Könige der Beginn der christlichen Verheißung dargestellt.
Schnitzwerk und Bilder sind dann durch gleichartige architektonische Rahmen wie oft im Mittelalter als Teil eines tabernakel-ähnlichen Gesamtwerks innen zusammengeführt. Im geöffneten Zustand wird in dieser Festtagsseite somit einerseits der Weg Christi zum Tod dargestellt, der im zentralen Schnitzwerk der Kreuzabnahme und Beweinung zu enden scheint. Jedoch ist weiter die Hoffnung auf Leben nach dem Tod durch den auferstandenen Christus gezeigt. Der Maler der Flügelbilder hat damit das Schnitzwerk des Meisters des Tiefenbronner Hochaltars  als Höhepunkt der Passion für den Betrachter belassen. Er hat es jedoch, vom zeitgenössischen Denken bestimmt, in eine Gesamtinterpretation der Heilsgeschichte eingehen lassen und dem spätmittelalterlichen Betrachter nicht hauptsächlich Not und Elend, sondern verheißungsvolle Zukunft zeigen wollen. Das eventuell zuerst entstandene  mittelalterliche Werk des Meisters des Tiefenbronner Hochaltars wird in einen neuen spätmittelalterlichen vorreformatorischen Gesamtzusammenhang gebracht.
Das Werk des Meisters des Tiefenbronner Hochaltars ist als ein bedeutendes Beispiel schwäbischer Schnitzkunst seiner Zeit erhalten geblieben und die Schnitzereien in Tiefenbronn und ihr Einfluss wurden schon früh in der Kunstgeschichte als ein Beispiel gesehen, wie schwäbische Holzschnitzer weit über die Landesgrenzen hinaus die Nachbarregionen wie Bayern und Österreich und auch entferntere Gegenden beeinflussten.